# Troides plato
Troides plato är en fjärilsart som beskrevs av Wallace 1865. Troides plato ingår i släktet Troides och familjen riddarfjärilar. Inga underarter finns listade i Catalogue of Life.

## Bildgalleri

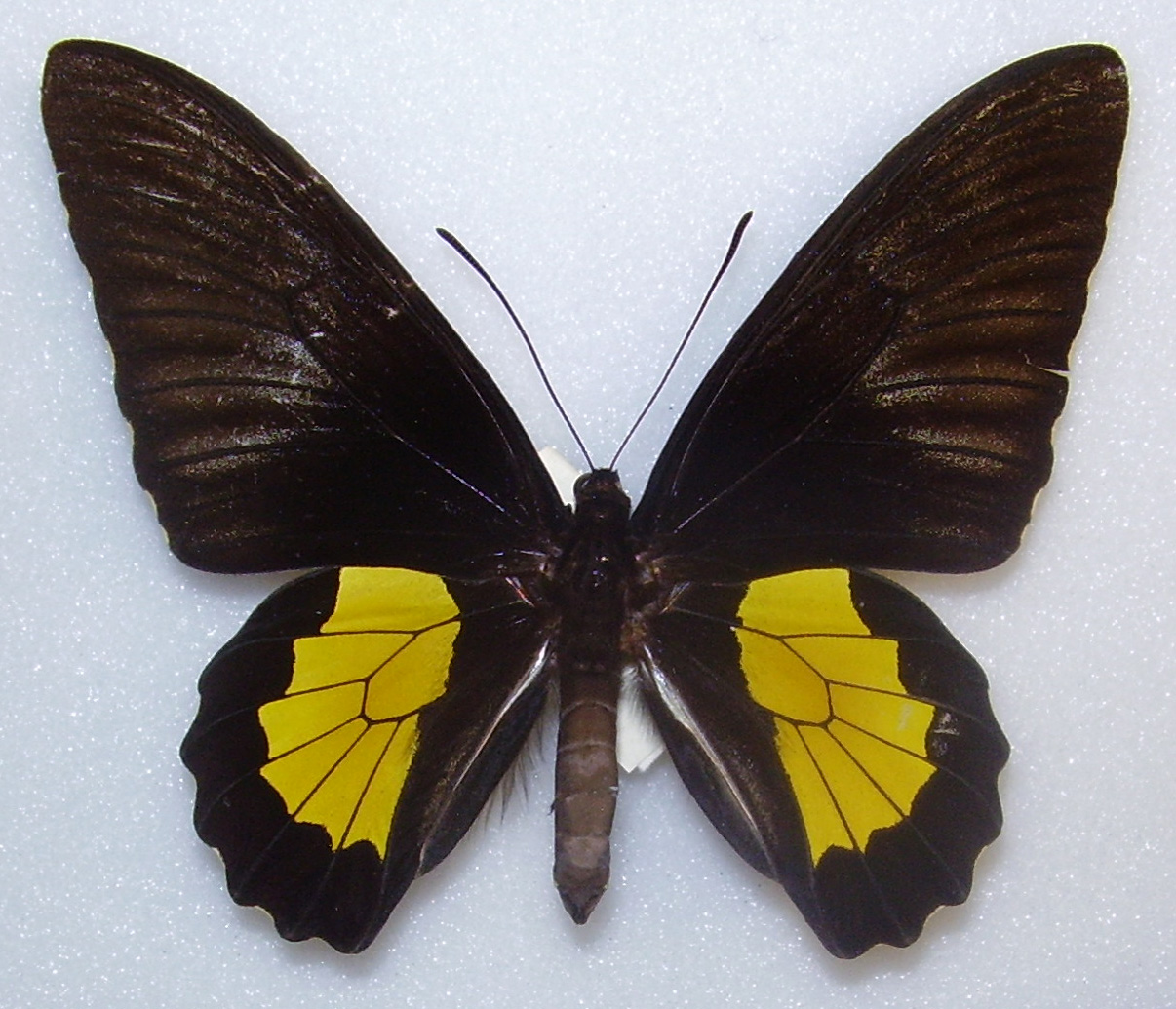